# Dendrelaphis pictus
Dendrelaphis pictus is een slang uit de familie toornslangachtigen (Colubridae) en de onderfamilie Ahaetuliinae.

## Naam en indeling
De wetenschappelijke naam van de soort werd voor het eerst voorgesteld door Johann Friedrich Gmelin in 1789. Oorspronkelijk werd de wetenschappelijke naam Coluber pictus gebruikt. De soortaanduiding pictus betekent vrij vertaald 'beschilderd' en slaat op de bonte kleuren van de slang.

## Uiterlijke kenmerken
Dendrelaphis pictus is een veelkleurige toornslangachtige. Het dier kan een lichaamslengte bereiken tot ongeveer één meter en heeft een dun lichaam, net als veel andere bronsslangen.

## Verspreiding en habitat
Dendrelaphis pictus komt voor in delen van Azië en leeft in de landen India, Bhutan, Maleisië, Indonesië, Bangladesh, Brunei, Cambodja, China, Laos, Myanmar, Nepal, Singapore, Thailand en Vietnam. De slang is te vinden in scrubland, bossen, parken, tuinen en kustgebieden. De soort is niet giftig en eet voornamelijk kleine gewervelde dieren zoals kikkers en hagedissen.